# Харлампій Магнезійський
Харла́мпій або Харала́мпій, єпископ Магнезійський (грец. Χαράλαμπος, лат. Charalampus, Charalambos, Haralampus, Haralampos, Haralabos Haralambos, нар. бл. 89 р. — † 202) — єпископ Магнісії, ранньо-християнський святий і мученик з Греції. Його ім'я означає «світяться від радості».

## Життя і мучеництво

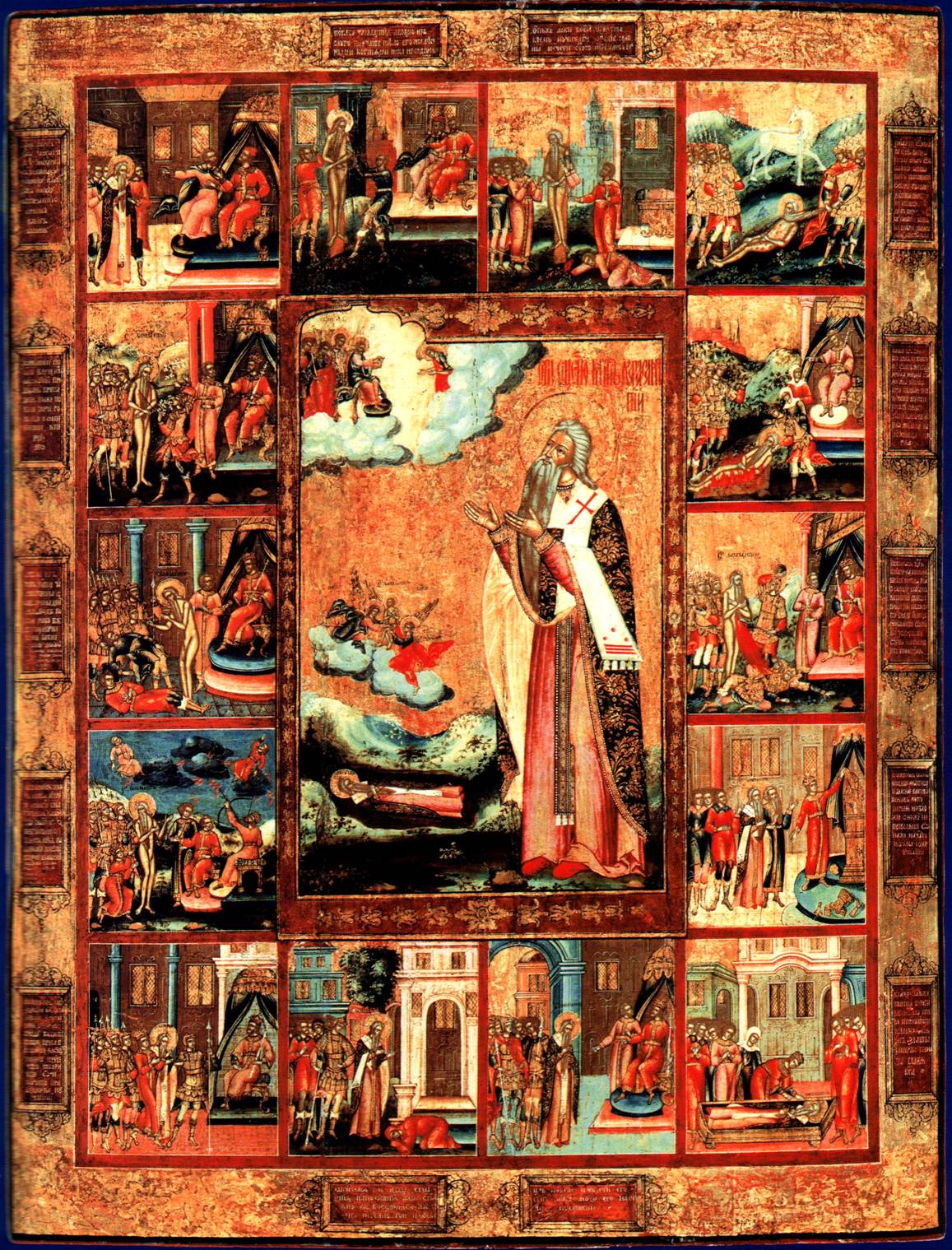
Священномученик Харлампій, з життям в 14 клеймах 19 століття. Палех.

Святий Харлампій був єпископом Магнісії (Фессалоніки, Греція)і поширював Євангеліє в цьому регіоні протягом багатьох років. Однак, коли новина про його проповіді досягла влади області, а було тоді гоніння на християн за імператора Севера. Тоді проконсул Луціян і воєначальник Луцій, заарештували 113-літнього старця і притягнули до суду, де він визнав свою віру в Христа і відмовився принести жертву ідолам.
Незважаючи на похилий вік, він був безжально підданий тортурам. Кати жорстоко його катували: підвішували на риштуванні і здирали залізними гаками шкіру, а він тільки відважно говорив: «Дякую, брати мої, що ви обстругали моє старе тіло, бо цим ви оновили мого духа, який бажає одягнутися в нове, вічне життя».
Побачивши віру святого та його подвижництво воїни Порфирій і Ваптос теж навернулись до істинної віри Христової і були страчені.
Також і троє жінок, що на страждання мученика дивилися, увірували в Христа і прославили пресвяте і всесильне ім'я Його — тож і тих зразу було посічено.
Життєпис говорить, що воєначальник Луцій, сам узяв катівське знаряддя і почав мучити святого Харлампія, стругаючи сильно тіло його. І зразу відпали руки йому від ліктів, наче мечем їх відтяло, і, прилипши до тіла мученика, висіли. Проконсул Луціян плюнув в обличчя мученикові. І зразу голова проконсула обернулася задом наперед, і було лице його ззаду.
Залунав голос із хмари пролунав, мовлячи: «Харлампію, світильнику земний, ти, що небо осяваєш, співтоваришу ангелів, співмешканцю пророків, друже апостолів, співвоїне мучеників і моєї бесіди достойнику, почув Я молитви твої і прийняв слова уст твоїх, нехай буде слово твоє зціленням для хворих». Луціян та Луцій відразу зцілились та ймовірно стали християнами.
Воїни вбили гострі залізні цвяхи в ціле тіло Христового мученика. Бороду ж його, що довга була, вплели у мотузку, на шию покладену, та тягнули святого по дорозі, ведучи до царя.
Святий Харлампій молився, щоб Бог дарував, місцю, де його мощі будуть спочивати особливу благодать, там не буде ні голоду ані хвороби.
Побачивши таку мужність Харлампія, багато поган навернулося до Христа. Під час його мук діялися численні чуда. Харлампій заснув спокійно в Бозі ще до того, як йому відрубали голову.
Прославив Бога мученицькою смертю у Писидській Антіохії 202 року.
Переказ свідчить, що дочка імператора Галина навернулась і стала блаженною, обвила його чистими плащаницями, пахощами ж і дорогоцінним миром помастила, і в ковчег золотий вклала, славлячи Бога.

## Шанування

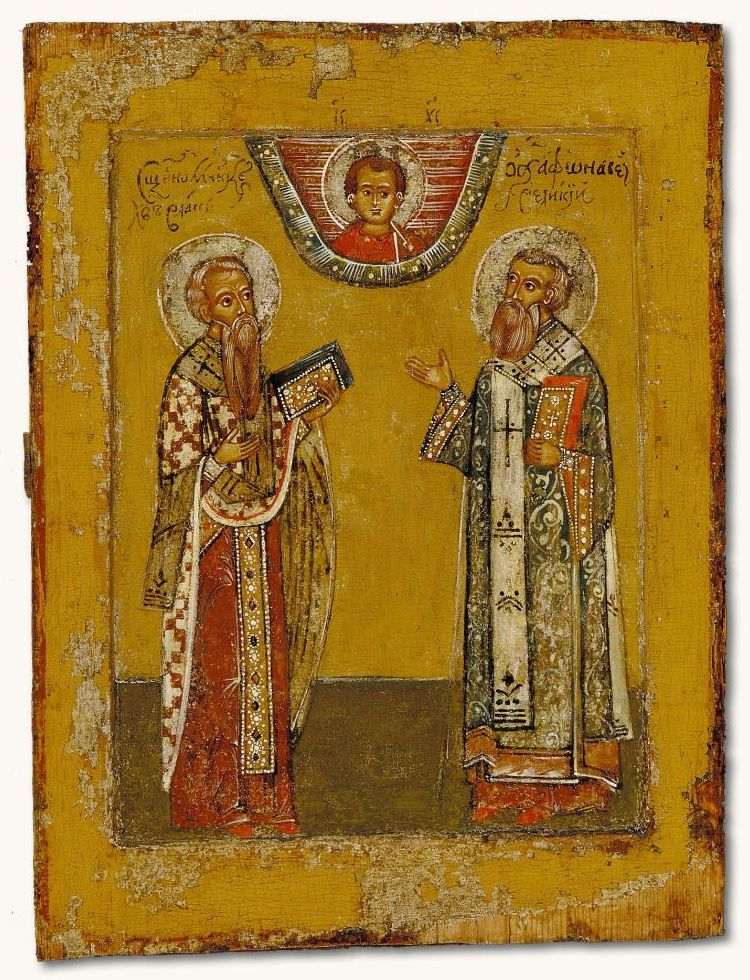
Ікона. Свмч. Харлампій і Афанасій Великий з образом Спаса Еммануїла Російський Північ, XVII ст.

Голова священномученика зберігається в монастирі Святого Стефана в Метеорі. Багато чудес здійснюється від фрагментів мощей, які можна знайти в багатьох місцях в Греції і в інших місцях. Чудеса зробили цього святого, одним з найшанованіших мучеників, особливо для народу Греції.
В Україні, особливо на Волині опікунство за сільськими тваринами приписувалося й святому Харлампію. П.Чубинський у свій час зафіксував, що на Київщині святий Харлампій є «покровителем свійських тварин… В тих господарів, які святкували цей день, тварини будуть у доброму стані». Чубинський документує свій запис селом Іванківці на Переяславщині. Отже свмч. Харлампія, як покровителя худоби, знають не тільки на Волині, а і на Полтавщині.
Святий вважається покровителем чиновників. Священномученик Харалампій особливо шанується як цілитель від депресії та інших душевних захворювань.
В Болгарії свято відзначається переважно в східній Болгарії і рідше в західній Болгарії.
Для захисту від хвороб суворо дотримувалися заборону на виконання будь-якої домашньої роботи. У цей день жінки рано встають, замішують тісто і випікають коржі і хліб. Посередині прикрашають їх фігуркою у вигляді хреста і великим вінком для здоров'я. Поки випікається хліб, один з членів сім'ї несе в церкву мед для освячення. Цим медом мажуться хліб і коржики і після кадіння лунають з побажанням здоров'я. Залишки меду зберігаються вдома для використання в лікарських цілях протягом усього року.
У деяких регіонах країни обрядовий хліб залишають за межами села, щоб уберегти його жителів від хвороб. В інших районах з особливою увагою підмітають весь будинок, щоб вимести з нього хвороби.
Пам'ять — 10 лютого за новим стилем.

## Іконографія

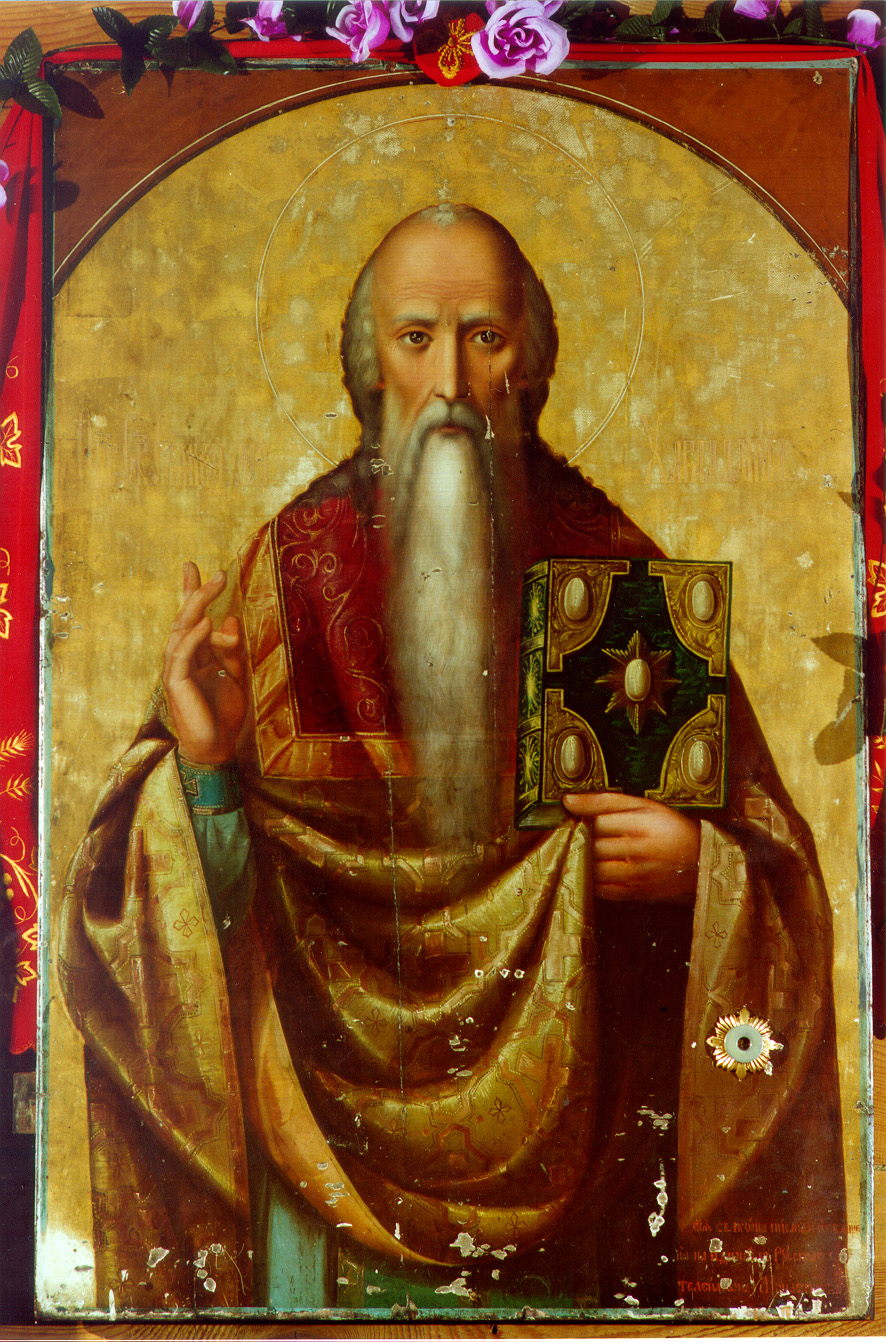
Ікона священномученика Харлампій. Ікона XIX ст. Афон. Греція

Зображення святого Харлампія у візантійській традиції відомі з давнини, але зустрічаються досить рідко. Згідно з традицією, священномученик Харлампій зображується старцем в богослужбовому облаченні (підризнику, єпитрахилі, поясі, поручах, палиці, фелони і омофор) і чобітках, з благословляючою правицею і Євангелієм або сувоєм у лівій руці.
Зустрічаються ікони, де священномученик Харлампій представлений в молінні Христу, як наприклад, на житійної іконі «Священномученик Харлампій Магнезійській, з житієм» кінця XVIII століття із зібрання Володимиро-Суздальського музею-заповідника. В посередників житійних ікон крім фігури святого часто зображуються ангели, що передають в руки Христа чисту душу священномученика.
Особливою пошаною користується ікона цього угодника Божого, писана на Святій Афонській Горі в XIX столітті, в якій знаходиться частка мощей цього праведника. Віруючі люди з особливим шануванням відносяться до цієї святині, молячись свщмч. Харлампієві і сподіваючись отримати від Господа всі ті милості і блага, які сам святий виклопотав у Бога для почитали його пам'ять.

## Ікони

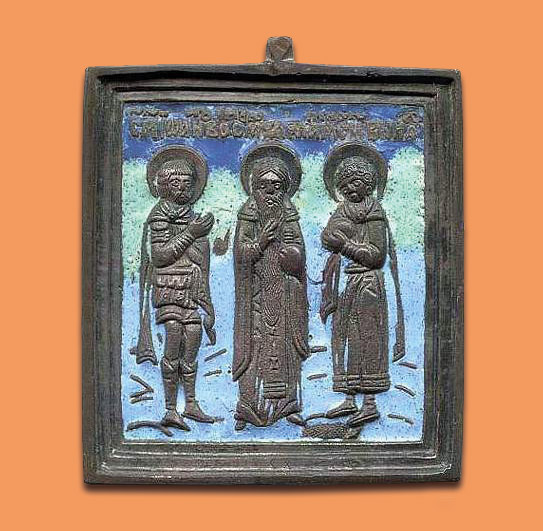
Св. мученики Іоанн Воїн, Харлампій і Воніфатій. XIX ст. Лита ікона.
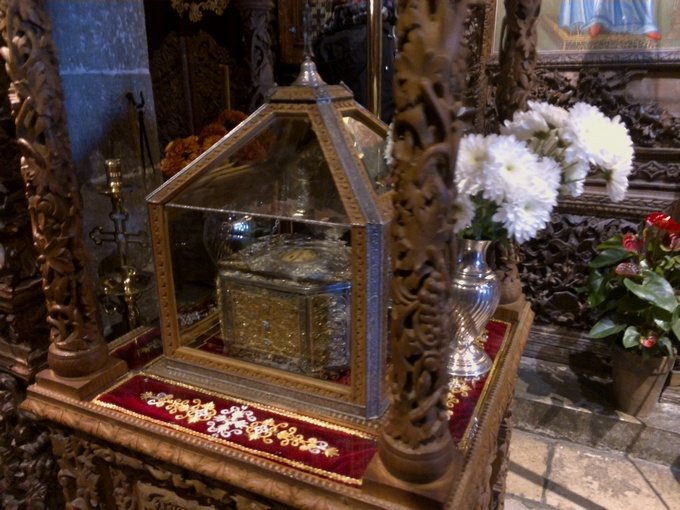
Чесна голова священномученика Харлампія. Монастир Святого Стефана в Метеорах.
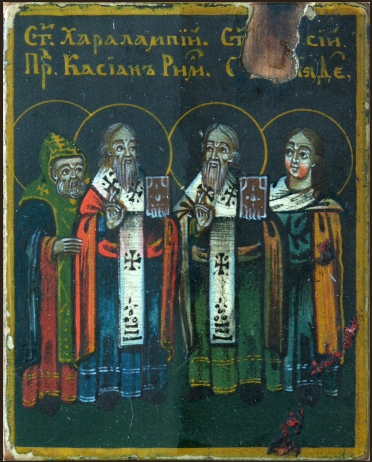
Ікона: преподобний Паїсій Великий, Вибрані святі, священномученик Харлампій Магнезійскій, преподобний Іоанн Касіян Римлянин, святий ім'я, якого невідоме. XIX ст.
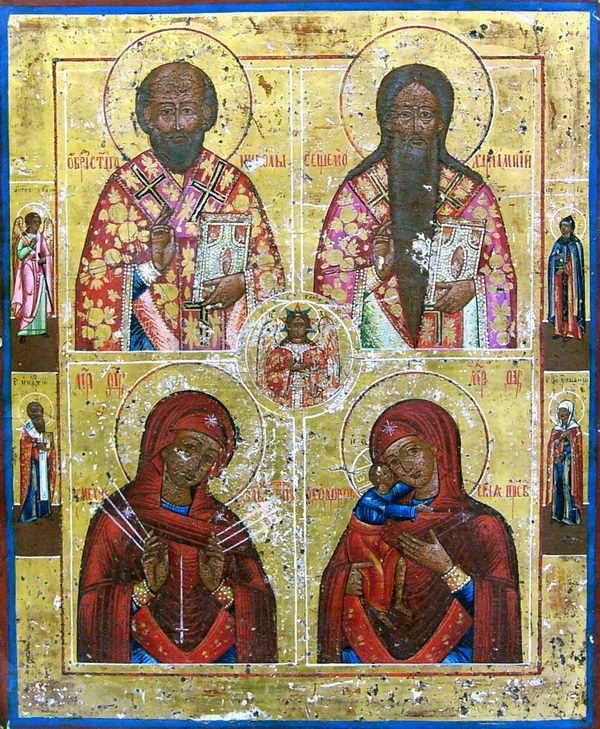
Св. Миколай Чудотворець, Свмч. Харлампій,Богоматір Семистрільна, Богоматір Федорівська з образом Спаса Благе Мовчання, Сер. XIX ст.

## Храми
- Україна, Сумська обл., Шосткинський р-н, с. Гамаліївка. Храм Святого Мученика Харлампія
- Росія, Краснодарський край, поселення Красная Поляна. Храм Святого Великомученика Харлампія.
- Молдавія, Кишинів. Церква Святого Мученика Харлампія.
- Греція. Афон. Монастир Святого Стефана. Церква Святого Харлампія.